# Aracaju
Aracaju – miasto w Brazylii, stolica stanu Sergipe, położone 337 km na północ od Salvadoru.

## Dane ogólne
Ośrodek przemysłu spożywczego, włókienniczego, skórzanego); port morski i lotniczy, metro; uniwersytet. Prawa miejskie osada otrzymała w 1855 roku.